# La Dame au petit chien (nouvelle)
Pour les articles homonymes, voir La Dame au petit chien.

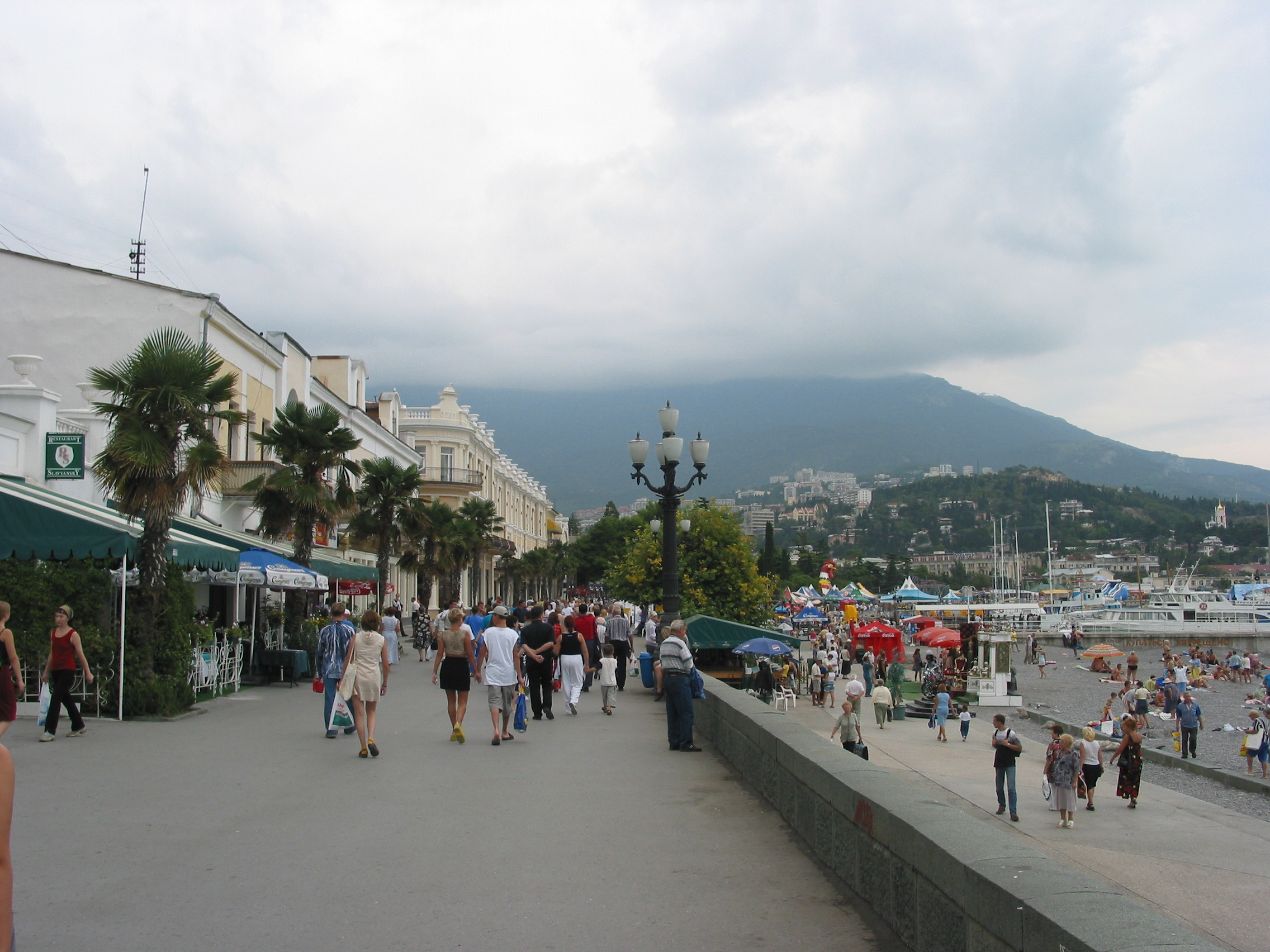
La promenade de Yalta.

La Dame au petit chien (en russe Дама с собачкой) est une nouvelle d'Anton Tchekhov publiée en 1899. L'œuvre conte une histoire d'amour entre deux personnes mariées.

## Composition
Rédigée lors d'un séjour à la « Datcha Blanche », la villa que Tchekhov avait fait construire à Yalta, la nouvelle La Dame au petit chien est initialement publiée dans le numéro XII de la revue russe La Pensée russe en décembre 1899.

## Personnages
- Dmitri Dmitrich Gourov : banquier moscovite d'à peine quarante ans, marié, trois enfants.
- Anna Serguéievna von Diederitz : autour de vingt-cinq ans, mariée, habite à S..., une ville de province.

## Résumé

### Premier chapitre
Sur la promenade du bord de mer de Yalta, un nouveau visage est apparu : une dame avec un petit chien. Coureur de jupons impénitent, Dmitri Gourov, qui séjourne à Yalta depuis deux semaines et y fait déjà figure d'habitué, ne tarde pas à remarquer la « dame au petit chien », une jeune femme blonde de petite taille et élégamment vêtue, qui se promène toujours solitaire, sans mari ni connaissances. Après plusieurs rencontres « fortuites » en divers lieux de la ville, ils font connaissance au restaurant « Le Vernet ». Arrivée il y a une petite semaine, elle est là pour un mois, son mari va peut-être la rejoindre. Comme nombre de touristes, elle prétend s’ennuyer à Yalta.
Après le repas, ils se promènent et font plus ample connaissance. Gourov révèle qu'il travaille dans une banque, mais qu'il a poursuivi des études de Lettres, et avait d'abord songé à devenir chanteur d'opéra. Gourov apprend, quant à lui, que la petite blonde s'appelle Anna Serguéievna, qu'elle est originaire de Saint-Pétersbourg, qu'elle s'est mariée et vit depuis deux ans à S..., une ville de la province russe. Elle se montre incapable de préciser quelle est la profession de son mari, ce qui semble plutôt l'amuser.
Revenu à son hôtel, Gourov ne peut s'empêcher de songer à la soirée qu'il vient de passer. Bien décidé à séduire la jeune femme timide et gauche. En s'endormant, il se rappelle « ses beaux yeux gris ».

### Deuxième chapitre
Une semaine plus tard, après une journée étouffante et de grand vent qu'ils passent ensemble, Gourov embrasse passionnément Anna. Le couple se rend à l'hôtel d'Anna, où Anna et Dmitri deviennent amants. C’est la première fois qu’Anna trompe son mari. Gourov l’aime physiquement avec passion. Anna craint qu'une fois satisfait, Gourov ne la respecte plus. D'abord désarçonné par l'attitude de sa jeune maîtresse, Gourov tente de la consoler. Puis le couple part se promener de nuit à Oreanda, dans les alentours de Yalta et ne revient qu'au petit jour...
Ils partagent alors leur temps et attendent l'arrivée du mari. Mais c'est une lettre de celui-ci qui arrive. La missive vient briser l'aventure. Le mari annonce qu'il ne viendra pas en raison d'une maladie oculaire. Anna prend la lettre comme un signe du destin et doit rentrer sans tarder. Gourov la raccompagne à la gare et les amants se séparent tristement.
Persuadée qu'ils se quittent pour toujours, Anna l'assure qu'elle ne l'oubliera pas et supplie Gourov de garder un bon souvenir d’elle. Gourov, un peu sonné par la séparation brutale, regarde le train partir. N'ayant plus rien à faire à Yalta, Gourov décide lui aussi de repartir vers le nord.

### Troisième chapitre
Gourov reprend sa vie. Pourtant, il pense à Anna tous les jours, mais il ne peut partager avec personne les doux souvenirs de Yalta. La réponse indifférente d’une connaissance avec qui il voulait en parler déclenche en lui une réaction d’indignation, et il se décide à partir à S., où réside Anna.
Là-bas, il s’installe à l’hôtel, passe maintes fois devant sa maison sans oser rentrer. La chance lui sourit au théâtre, car elle y est avec son mari. Quand celui-ci s’absente, il se précipite. Abasourdie de le voir, elle lui avoue qu’elle ne fait que songer à lui depuis son départ de Yalta, et promet d’aller le voir à Moscou.

### Quatrième chapitre
Plusieurs mois plus tard, Anna descend tous les deux ou trois mois à l'hôtel « Marché slave » à Moscou. Ils s’aiment, ils savent qu’ils ne peuvent plus vivre comme cela. Ils vont franchir le pas, les difficultés sont devant eux.

## Extraits
- « Il [Gourov] s’était mis à la tromper depuis longtemps déjà, il la trompait souvent, c’est probablement la raison pour laquelle il disait presque toujours du mal des femmes et quand on parlait d’elles devant lui, il les traitait de « race inférieure ». »
- Anna évoque l'échec de son mariage : « Quand je l’ai épousé, j’avais vingt ans, je mourais de curiosité, j’aspirais à un sort meilleur, il existe bien, me disais-je, une vie différente ! Je voulais vivre, vivre, vraiment vivre, la curiosité me dévorait. »
- Dialogue de Gourov avec une connaissance : « Si vous saviez de quelle femme ravissante j’ai fait la connaissance à Yalta ! » Réponse de l'interlocuteur : « Gourov, vous aviez raison tout à l’heure, l’esturgeon sentait ! »

## Critique

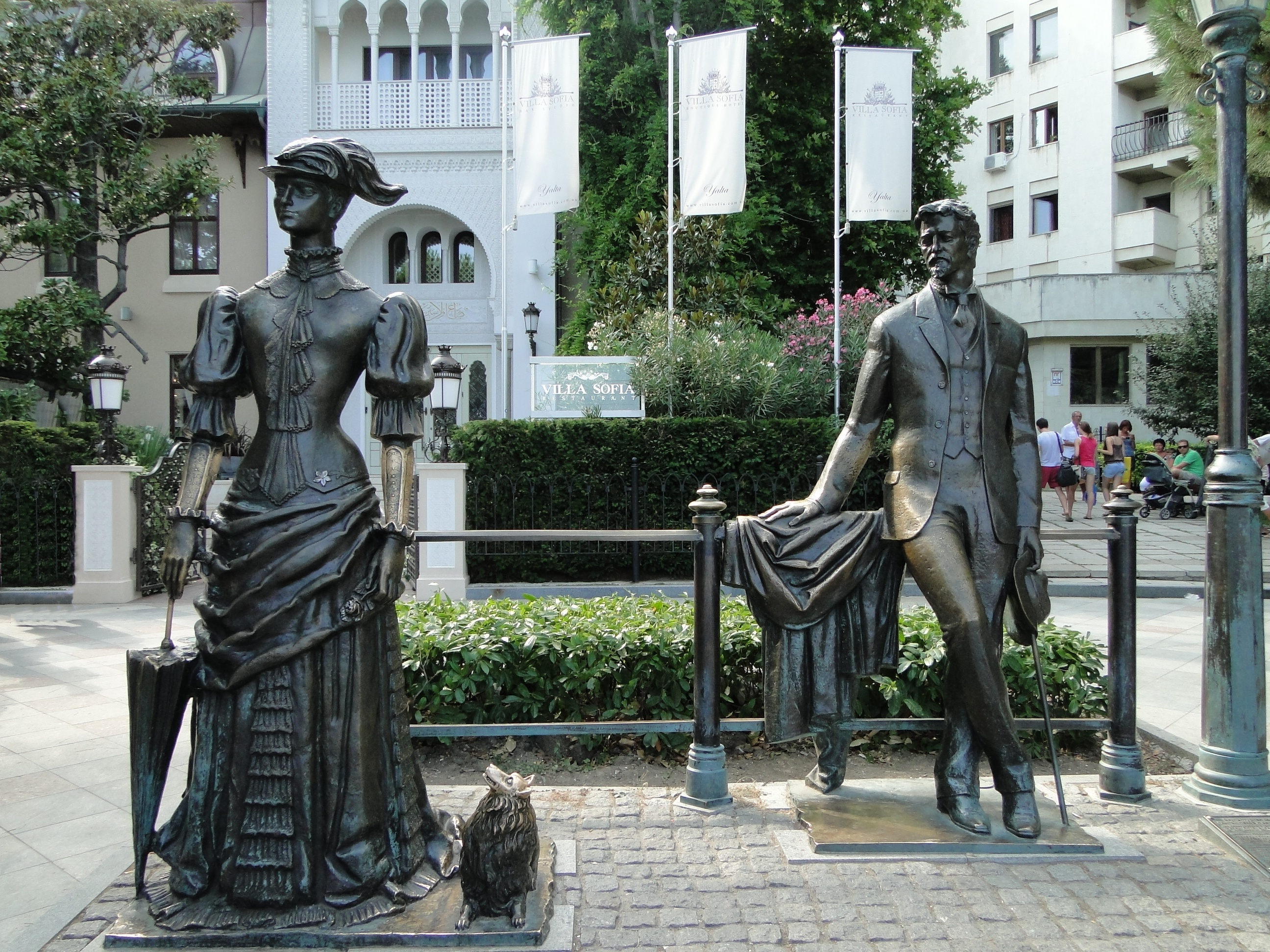
Anton Tchekhov et la dame au petit chien, sculpture à Yalta.

La nouvelle a été écrite par Tchekhov sur ses souvenirs de voyages à Yalta (où il demeura de 1898 à sa mort à la Datcha Blanche), et autour de sa rencontre avec son dernier amour, l'actrice Olga Knipper, avec laquelle il se maria en 1901.

Malgré le titre de l'histoire, le rôle principal n'est pas occupé par Anna Sergueïevna, mais par Gourov et les changements  produits chez lui sous l'influence de l'amour.